# Leucopteryx
Leucopteryx é um gênero de mariposa pertencente à família Saturniidae.

## Espécies
- Leucopteryx ansorgei (Rothschild, 1897)
- Leucopteryx mollis (Butler, 1889)